# Kuai Dafu
Kuai Dafu (xinès simplificat: 蒯大富, pinyin: Kuǎi Dàfù; comtat de Binhai, província de Jiangsu, Xina, 13 de setembre de 1945) és un activista polític comunista xinès. Va ser un dels cinc principals estudiants a dirigir la Guàrdia Roja durant la Revolució Cultural de la Xina. Empresonat sense judici el 1971, va ser finalment condemnat el 1983 a una llarga pena de presó.

## Trajectòria
Nascut en el bressol d'una família de camperols pobres, es va afiliar com a militant de la Lliga de la Joventut Comunista de la Xina i va estudiar a Pequín, en una de les universitats més importants de la Xina, la Universitat Tsinghua.
A l'inici de juny de 1966, juntament amb els seus seguidors, va decidir atacar la direcció de la Universitat de Tsinghua. Com a reacció, el 10 de juny, un «equip de treball» assessorat per Wang Guangmei (esposa de Liu Shaoqi), es va encarregar de neutralitzar els estudiants rebels i donar suport als estudiants conservadors. El president de la República Popular de la Xina, Liu Shaoqi, el va acusar de «diable» i, posteriorment, es va convertir en objectiu d'atacs violents. Provocativament, va respondre amb reptes en públic, fins i tot fent una vaga de fam. No obstant això, quan Mao Zedong torna el juliol a Pequín decideix criticar i retirar de la universitat als equips de treball. Kuai Dafu va emergir com el guanyador de l'enfrontament i es va convertir en un veritable heroi nacional. Així mateix, la Universitat Tsinghua va passar a convertir-se en un dels centres de la Revolució Cultural. El 6 d'octubre, a la plaça de Tian'anmen, Kuai Dafu va presidir una reunió de tots els estudiants rebels del país, en la qual a partir de la Guàrdia Roja que comanda (el Jinggangshan), aconsegueix federa a tota l'esquerra estudiant. És a partir d'aleshores que van començar les primeres crítiques contra Liu Shaoqi, abans que fos detingut, destituït i empresonat, i que van deixar un clima d'estudiants radicalitzats a tota la Xina.
A principis de 1968, després de la «contracorrent de febrer», Mao Zedong va tornar a donar suport als grups revolucionaris. Per evitar l'aixafament de la Guàrdia Roja, milers de treballadors són enviats a la Universitat de Pequín per desarmar les faccions i restablir l'autoritat. En relació amb aquests fets, Mao va manifestar que «la classe obrera ha de liderar en tot» i «els treballadors romandran molt de temps i fins i tot per sempre a la universitat». Mao va convocar Kuai Dafu per tancar el debat del moviment dels guàrdies rojos i començar la reconstrucció del partit.
Els estudiants rebels van ser portats davant les «masses populars», i el 1971, Kuai Dafu i altres guàrdies rojos, com Nie Yuanzi, van ser empresonats sense judici. El març de 1983, Kuai Dafu va ser condemnat a 17 anys de presó i 4 anys de privació dels drets civils. Paradoxalment, va acabar a la presó amb Wei Jingsheng, un activista pro-democràcia xinès, que demanava La Cinquena Modernització.